# Poletne olimpijske igre 1924
Poletne olimpijske igre 1924 (uradno Igre VIII. olimpijade) so potekale leta 1924 v Parizu (Francija). Pariz je med kandidaturo premagal Amsterdam, Berlin, Los Angeles, Rio de Janeiro in Rim.